# Saint-Hilaire-sous-Charlieu
Saint-Hilaire-sous-Charlieu là một xã trong tỉnh Loire miền trung nước Pháp.

## Population
| Năm | 1962 | 1968 | 1975 | 1982 | 1990 | 1999 | 2006 | 2007 |
| --- | ---- | ---- | ---- | ---- | ---- | ---- | ---- | ---- |
| Dân số | 309  | 318  | 290  | 365  | 390  | 399  | 520  | 505  |
| From the year 1962 on: No double counting—residents of multiple communes (e.g. students and military personnel) are counted only once. |      |      |      |      |      |      |      |      |